# Titus Brown

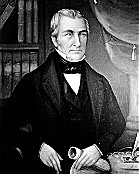
Titus Brown

Titus Brown (* 11. Februar 1786 in Alstead, Cheshire County, New Hampshire; † 29. Januar 1849 in Francestown, New Hampshire) war ein US-amerikanischer Politiker. Zwischen 1825 und 1829 vertrat er den Bundesstaat New Hampshire im US-Repräsentantenhaus.

## Werdegang
Titus Brown besuchte bis 1811 das Middlebury College in Vermont. Nach einem Jurastudium und seiner Zulassung als Rechtsanwalt begann er ab 1814 in Reading (Vermont) in seinem neuen Beruf zu praktizieren. Im Jahr 1817 verlegte er seinen Wohnsitz und seine Kanzlei nach Francestown in New Hampshire.
Zwischen 1820 und 1825 saß er als Abgeordneter im Repräsentantenhaus von New Hampshire. Danach war er von 1823 bis 1825 und nochmals von 1829 bis 1834 Staatsanwalt im Hillsborough County. Politisch schloss er sich der Fraktion um Präsident John Quincy Adams und Henry Clay an. Daraus entstand die kurzlebige National Republican Party. Bei den Kongresswahlen des Jahres 1824, die staatsweit abgehalten wurden, wurde Brown für das zweite Abgeordnetenmandat von New Hampshire in das US-Repräsentantenhaus in Washington, D.C. gewählt. Dort trat er am 4. März 1825 die Nachfolge von Arthur Livermore an. Nach einer Wiederwahl im Jahr 1826 konnte Brown bis zum 3. März 1829 zwei Legislaturperioden im Kongress absolvieren. Dort erlebte er die heftigen Auseinandersetzungen zwischen seiner Partei und den Anhängern des späteren Präsidenten Andrew Jackson.
Im Jahr 1828 verzichtete er auf eine erneute Kandidatur. Zwischen 1842 und 1844 war Brown Mitglied und 1842 auch Präsident des Senats von New Hampshire. Später wurde er Vorsitzender des Ausschusses der Bank- und Eisenbahnbeauftragten (Bank and Railroad Commissioners). Dieses Amt bekleidete er bis zu seinem Tod am 29. Januar 1849.